# Liste des voies de Nantes
Cet article recense les voies de Nantes, en France, qui sont actuellement[Quand ?] existantes.

## Historique
Les premières plaques indiquant les noms de rues sont apposées en 1720. Lors de la Révolution française, en 1791, les noms faisant référence à la féodalité, aux saints et aux anciens gouverneurs de la ville sont changés ; certaines rues retrouvent leur nom d'origine en 1818, après la Restauration.
En 1809, l'administration de la police décide que la numérotation des rues partira de l'extrémité la plus proche de l'hôtel de ville, les numéros pairs figurant à droite de la chaussée. En 1818, les plaques des noms de rue et des numéros de maison sont en tôle. L'administration municipale décide, en 1837, d'utiliser des plaques en faïence vernissée, en caractères noirs sur fond blanc ; celles des numéros de maison sont ovales. Un nouveau changement est effectué en 1845, les nouvelles plaques sont cette fois en fonte.
À l'occasion de ce changement de plaques, il est décidé d'adopter une règle homogène pour la numérotation des rues : les numéros sont progressifs par rapport au sens d'écoulement de la Loire, pour les rues perpendiculaires au fleuve le premier numéro doit être situé le plus près du cours d'eau. Le côté gauche se voit attribuer les numéro pairs, le droit les impairs.
Jusqu'en 1958, date à laquelle ils furent supprimés, les plaques de rues mentionnaient également le numéro de l'arrondissement municipal dans lequel la voie se trouvait (on trouve encore çà et là, des plaques antérieures à cette période, mais celles-ci ont tendance à disparaitre au fur et à mesure de leur remplacement). Depuis la fin des années 1990, on peut y mentionner désormais le nom de l'un  quartiers de la ville, comme c'est le cas notamment sur l'Île de Nantes.
En 2016, sur les environ 3 000 rues de Nantes, seules une centaine portent le nom d'une femme célèbre, soit à peine plus de 3 %, alors que presque 37 % des voies portent un nom d'une célébrité masculine. La ville de Nantes a décidé, à l'occasion de la journée internationale des femmes, de baptiser ou rebaptiser 22 rues « avec des noms de célèbres figures féminines, qui ont marqué Nantes, la région ou le monde, grâce à leur art, leur lutte militante ou leur travail ». La municipalité annonce vouloir poursuivre cette opération de féminisation,.
Depuis le 26 janvier 2017, les plaques de rue de la rue du Château sont devenues bilingues avec l'ajout de sa dénomination en breton : Straed ar C'hastell. L'objectif, à terme, pour la municipalité, est de multiplier ce type d'initiative pour toutes les voies du quartier historique du Bouffay, ainsi que pour les rues situées à proximité des écoles bilingues français-breton comme Diwan,.

## Liste (non exhaustive)
- Haut – A
- B
- C
- D
- E
- F
- G
- H
- I
- J
- K
- L
- M
- N
- O
- P
- Q
- R
- S
- T
- U
- V
- W
- X
- Y
- Z

### A
- Place Abbé-Pierre
- Rue Abbé-de-L'Épée
- Rond-point Abel-Durand
- Rue de l'Abreuvoir
- Avenue des Acacias
- Rue des Acadiens
- Boulevard Adolphe-Billault
- Rue Adolphe-Moitié
- Rue Adrien-Delavigne
- Rue Affre
- Rue des Agenêts
- Allée de l'Agrion-gracieux
- Rue d'Aguesseau
- Place Aimé-Delrue
- Avenue de l'Air-du-Temps
- Rue Alain-Barbe-Torte
- Rue Alain-Colas
- Place Albert-Athimon
- Place Albert-Camus
- Rue Albert-de-Mun
- Boulevard Albert-Einstein
- Boulevard Albert-Thomas
- Avenue d'Albion
- Avenue d'Alden-Park
- Boulevard Alexander-Fleming
- Rue Alexandre-Dumas
- Rue Alexandre-Fourny
- Boulevard Alexandre-Millerand
- Place Alexandre-Vincent
- Boulevard Alexis Carrel
- Rue Alexis-Grassin
- Rue Alexis-Maneyrol
- Place Alexis-Ricordeau
- Avenue Alfred-Brédéloux
- Rue Alfred-de-Musset
- Rue Alfred-Kastler
- Place Alfred-Lallié
- Rue Alfred-Riom
- Rue d'Alger
- Boulevard Allard
- Rue de l'Allier
- Rue d'Allonville
- Rue de l'Allouée
- Avenue des Alouettes
- Rue des Alouettes
- Rue Alphonse-Gautté
- Rue de l'Amazonie
- Rue Ambroise-Pierre-Audouard
- Rue Amédée-Ménard
- Boulevard des Américains
- Boulevard Amiral-Courbet
- Rue Amiral-du-Chaffault
- Rue Amiral-Ronarc'h
- Rue Anatole-de-Monzie
- Place Anatole-France
- Rue Anatole-Le-Braz
- Rue de l'ancien-MIN
- Rue de l'Ancienne-Monnaie
- Rue d'Ancin
- Quai André-Morice
- Quai André-Rhuys
- Rue André-Tardieu
- Allée Andrée-Putman
- Avenue Andrée Viollis
- Rue de l'Angélique-des-Estuaires
- Boulevard des Anglais
- Rue d'Angleterre
- Rue Anizon
- Rue d'Anjou
- Rue Anne-Mandeville
- Boulevard des Antilles
- Quai des Antilles
- Rue Arago
- Rue de l'Arche-Sèche
- Rue des Architectes
- Rue Aregnaudeau
- Rue d'Argentré
- Place Aristide-Briand
- Rue Armand-Brossard
- Place Armand-Fallières
- Avenue d'Armor
- Rue Arsène-Leloup
- Rue Arthur-III
- Square Arthur-Colinet
- Rue d'Ascain
- Impasse de l'Ascension
- Rue de l'Ascension
- Allée Assia-Djebar
- Allée de l'Atelier
- Rue Athénas
- Impasse Audran
- Impasse Auguste-Blouin
- Rue Auguste-Brizeux
- Boulevard Auguste-Pageot
- Boulevard Auguste-Péneau
- Rue de l'Aulne
- Avenue de l'Aumônerie
- Rue d'Aurelle-de-Paladines
- Rue d'Autriche
- Rue d'Auvours
- Rue des Aveneaux

### B
- Haut – A
- B
- C
- D
- E
- F
- G
- H
- I
- J
- K
- L
- M
- N
- O
- P
- Q
- R
- S
- T
- U
- V
- W
- X
- Y
- Z

- Boulevard Babin-Chevaye
- Rue Babonneau
- Rue de la Bâclerie
- Allée Baco
- Rue Balen
- Chemin des Baliveaux
- Rue du Ballet
- Allée Barbara
- Rue Barbara
- Rue de Barbin
- Rue de la Barbinais
- Rue de la Barillerie
- Rue Baron
- Chemin du Bas
- Avenue Bascher
- Rue Basse-Casserie
- Rue Basse-Chênaie
- Rue Basse-Creuse
- Place de la Basse-Mar
- Rue Basse-Porte
- Rue Basse-Saulzaie
- Rue de la Bastille
- Rue des Bateaux-Lavoirs
- Chemin des Bateliers
- Boulevard des Batignolles
- Boulevard du Bâtonnier-Cholet
- Rue du Bâtonnier-Guinaudeau
- Rue des Bataillons-FFI
- Impasse Baudoin
- Rue de Bayard
- Boulevard de la Beaujoire
- Place Beaumanoir
- Rue Beauregard
- Rue Beaurepaire
- Rue Beausoleil
- Rue de Bel-Air
- Rue Bélanton
- Rue du Bêle
- Rue de Belfort
- Boulevard des Belges
- Rue Belle-Image
- Rue de Belleville
- Rue Bellier
- Rue Bellitourne
- Rue de Belsunce
- Rue Benjamin-Delessert
- Boulevard Benoit-Frachon
- Boulevard Benoni-Goullin
- Avenue de la Béraudière
- Rue Bergère
- Rue Hector Berlioz
- Boulevard de Berlin
- Passage Bernard
- Chemin Bernier
- Passage Berthault
- Rue Berthelot
- Rue Bertrand-Geslin
- Rue de Biarritz
- Rue Bias
- Place du Bihoreau-Gris
- Rue de la Biscuiterie
- Rue Bisson
- Rue de Bitche
- Rue du Blavet
- Rue de la Bléterie
- Rue de Blois
- Rue Boileau
- Rue Josette-Bocq
- Rue des Boires
- Rue du Bois-Briand
- Rue du Bois-Haligand
- Rue du Bois-Hardy
- Rue du Bois-Tortu
- Avenue du Bois-Verdot
- Place de la Bonde
- Passage Bonnamen
- Rue de Bonne-Garde
- Rue Bonne-Louise
- Place du Bon-Pasteur
- Rue Bon-Secours
- Rue des Bons-Français
- Rue Bossuet
- Rue de la Bottière
- Passage Bouchaud
- Rue de la Boucherie
- Place du Bouffay
- Rue du Bouffay
- Rue de Bouillé
- Boulevard Boulay-Paty
- Rue de la Bouquinière
- Rue des Bourderies
- Passage Bourbaki
- Rue de la Bourdonnais
- Rue des Bourdonnières
- Place du Bourg
- Allée du Bourg-Fumé
- Avenue Bourgault-Ducoudray
- Rue de la Bourgeonnière
- Rue du Bourget
- Rue du Bourgneuf
- Allée de la Bourse
- Place de la Bourse
- Allée de la Bouscarle-de-Cetti
- Avenue du Bout-des-Landes
- Impasse Boutillier
- Allée Brancas
- Rue de la Brasserie
- Rue de Bréa
- Rue du Breil
- place de Bretagne
- Impasse Brillouet
- Rue Brindejonc-des-Moulinais
- Rue de Briord
- Allée de Bristol
- Rue de Brosses
- Rue de Budapest
- Rue Buffon

### C
- Haut – A
- B
- C
- D
- E
- F
- G
- H
- I
- J
- K
- L
- M
- N
- O
- P
- Q
- R
- S
- T
- U
- V
- W
- X
- Y
- Z

- Rue Cacault
- Rue des Cadeniers
- Rue de le Caillette
- Rue de la Cale-Crucy
- Rue du Calvaire
- Rue de Camaret
- Cours Cambronne
- Rue Camille-Berruyer
- Rue Camille-Desmoulins
- Avenue Camus
- Place Canclaux
- Rue de la Candiserie
- Rue Capitaine-Corhumel
- Rue Capitaine-Yves-Hervouet
- Rue des Cap-Horniers
- Rue de Carcouet
- Route de Carquefou
- Boulevard de Cardiff
- Rue Cardinal-Richard
- Rue Cardine
- Rue des Carmélites
- Rue des Carmes
- Avenue Carnot
- Passage du Carrousel
- Rue de la Carterie
- Mail de la Caserne-Mellinet
- Rue Casimir-Perier
- Allée Cassard
- Rue Cassini
- Rue du Casterneau
- Place Catinat
- Rue Catinat
- Quai Ceineray
- Rue Célestin-Freinet
- Chemin de la Censive-du-Tertre
- Place du 116e-Régiment-d'Infanterie
- Rue César-Franck
- Rue des Chalâtres
- Rue des Chambelles
- Avenue du Champ-de-Manœuvre
- Cours du Champ-de-Mars
- Rue Champenois
- Place du Change
- rue Chanoine-Courtonne
- Rue Chanoine-Durville
- Rue Chanoine-Larose
- Rue Chanoine-Poupard
- Boulevard de Chantenay
- Mail des Chantiers
- Quai des Chantiers-Aubin
- Rue des Chantiers-de-Crucy
- Avenue Chanzy
- Rue du Chapeau-Rouge
- Rue des Chapeliers
- Avenue des Chapellières
- Place de la Chapelle
- Route de la Chapelle-sur-Erdre
- Rue Chaptal
- Rue Charles-Brunellière
- Avenue Charles-Caillé
- Rue Charles-Gounod
- Avenue Charles-Gris
- Rue Charles-Lebourg
- Place Charles-Lechat
- Place Charles-Le Roux
- Rue Charles-Monselet
- Rue du Château
- Rue du Château-de-l'Éraudière
- Place Châteaubriand
- Rue Châteaubriand
- Rue de Châteaudun
- Rue de Châteaulin
- Passage de la Châtelaine
- Rue Chauvin
- Impasse de Chavagnes
- Rue du Chêne-d'Aron
- Rue du Chêne Cartier
- Rue du Cheval-Blanc
- Rue Chevalier-Thiercelin
- Rue du Cher
- Rue Chevert
- Avenue des Chèvrefeuilles
- Rue Chevreul
- Rue de la Chézine
- Rue Christian-Pauc
- Rue de Chypre
- Allée de la Cigarière
- Esplanade des Cinq-communes-Compagnon-de-la-Libération
- Cours des 50-Otages
- Place du 51e-Régiment-d'Artillerie
- Place du Cirque
- Avenue de la Cithare
- Allée de la Civelière
- Allée Claude-Cahun
- Rue Claude-et-Simone-Millot
- Rue Claude-Guillon-Verne
- Rue Claude-Monet
- Rue de la Clavurerie
- Rue des Clématites
- Place Clémence-Lefeuvre
- Impasse des Clémentines
- Rue de Clermont
- Route de Clisson
- Chemin du Clocher
- Boulevard Clovis-Constant
- Avenue de la Close
- Rue Cochard-Polenne
- Avenue du Coche-d'Eau
- Rue Coetquelfen
- Passage Cœur-de-Nantes
- Rue Colbert
- Rue de la Colinière
- Rue de Colmar
- Rue Colombel
- Impasse Colonel-Desgrées-du-Lou
- Rue Colonel-Desgrées-du-Lou
- Rue Columelle
- Allée du Colvert
- Rond-point des Combattants-d'Indochine
- Rue du Commandant-Boulay
- Allée Commandant-Charcot
- Place du Commandant-Cousteau
- Cours Commandant-d'Estienne-d'Orves
- Place du Commandant-Jean-L'Herminier
- Rue Commandant-Rivière
- Impasse Commandant-Henri-Viot
- Rue Commandant-Henri-Viot
- Passage du Commerce
- Place du Commerce
- Square Commodore-Guiné
- Rue de la Commune
- Rue Conan-Mériadec
- Rue de Constantine
- Rue de la Constitution
- Rue Contrescarpe
- Impasse de la Contrie
- Rue de la Contrie
- Rue de Copenhague
- Impasse Copernic
- Rue Copernic
- Rue Coquebert-de-Neuville
- Cours Corbilo
- Rue des Cordeliers
- Quai du Cordon Bleu
- Rue Corentin-Bourveau
- Rue Corneille
- Rue du Corps-de-Garde
- Rue de la Corse
- Impasse Corto-Maltese
- Impasse de Cornulier
- Rue de Cornulier
- Rue du Coudray
- Rue de Coulmiers
- Rue de Courson
- Rue Coustard
- Rue Coustou
- Rue de la Coutancière
- Rue Crébillon
- Rue du Croissant
- Place de la Croix-Bonneau
- Impasse Crucy
- Rue Crucy
- Rue Cuvier

### D
- Haut – A
- B
- C
- D
- E
- F
- G
- H
- I
- J
- K
- L
- M
- N
- O
- P
- Q
- R
- S
- T
- U
- V
- W
- X
- Y
- Z

- Impasse Dalby
- Rue Damrémont
- Place Danton
- Place Daubenton
- Rue Daubenton
- Place Delorme
- Avenue de Delphes
- Rue Paul-Deltombe
- Avenue des Dervallières
- Impasse des Dervallières
- Place des Dervallières
- Rue des Dervallières
- Rue Desaix
- Rue Descartes
- Rue Deshoulières
- Rue Désiré-Colombe
- Ruelle de Dessous-le-Chêne
- Rue Deurbroucq
- Place du 265e-Régiment-d'Infanterie
- Rue des Deux-Ponts
- Avenue de la Devinière
- Rue Diane
- Rue Diderot
- Rue Didienne
- Rue de la Distillerie
- Rue Dobrée
- Rue Docteur-Brindeau
- Allée Docteur-Émile-Meeus
- Rue Docteur-Georges-Labeyrie
- Rue Docteur-Pouzin-Malègue
- Rue Dominique-Châteigner
- Rue Saint-Donatien
- Rue Dorgère
- Cour des Dorides
- Rue Albert Dory
- Rue Dos-d'Âne
- Passage Douard
- Rue du Doubs
- Boulevard de Doulon
- Rue du Drac
- Rue de la Drôme
- Place Duchesse-Anne
- Rue Du Couëdic
- Rue Dudrézène
- Rue Dufour
- Rue Dugast-Matifeux
- Rue Du Guesclin
- Rue Dugommier
- Allée Duguay-Trouin
- Place Dulcie-September
- Quai Dumont-d'Urville
- Place Dumoustier
- Rue Dupleix
- Allée Duquesne
- Rue Durance
- Rue de la Durantière
- Rue Duvoisin

### E
- Haut – A
- B
- C
- D
- E
- F
- G
- H
- I
- J
- K
- L
- M
- N
- O
- P
- Q
- R
- S
- T
- U
- V
- W
- X
- Y
- Z

- Rue des Écachoirs
- Rue de l'Échappée
- Rue de l'Échelle
- Rue des Échevins
- Place de l'Écluse
- Passage des Écoles
- Rue Écorchard
- Rue d'Écosse
- Place de l'Édit-de-Nantes
- Place Edmée-Chandon
- Rue Edmond-Prieur
- Rue Edmond-Rostand
- Esplanade Édouard-Glissant
- Place Édouard-Normand
- Boulevard de l'Égalité
- Rue Élie-Delaunay
- Rue de l'Emery
- Avenue Émile-Boissier
- Rue Émile-Cossé
- Impasse Émile-Cossé
- Boulevard Émile-Gabory
- Rue Émile-Masson
- Rue Émile-Péhant
- Boulevard Émile-Romanet
- Place Émile-Sarradin
- Rue Émile-Souvestre
- Place Émile-Zola
- Rue Émilienne-Leroux
- Place des Enfants-Nantais
- Rue d'Enfer
- Avenue de l'Éperonnière
- Rue de l'Épine
- Rue des Épinettes
- Place des Érables
- Chemin de l'Éraudière
- Allée d'Erdre
- Rue Éric-Tabarly
- Impasse Erik-Satie
- Rue d'Erlon
- Boulevard Ernest-Dalby
- Rue Ernest-Legouvé
- Quai Ernest-Renaud
- Rue Esnoul-des-Châtelets
- Rue d'Espagne
- Boulevard de l'Estuaire
- Impasse de l'Estuaire
- Rue de l'Étang
- Rue des États
- Rue Étienne-Coutan
- Rue Étienne-Destranges
- Rue Étienne-Mahot
- Rue de l'Étier
- Avenue de l'Étoile
- Rue Eugène-Le Roux
- Passage Eugène-Livet
- Place Eugène-Livet
- Boulevard Eugène-Orieux
- Rue Eugène-Pergeline
- Rue Eugène-Tessier
- Rue Eugénie-Cotton
- Boulevard de l'Europe
- Rue Évariste-Luminais
- Rue de l'Évêché
- Rue de l'Évêque-Émilien

### F
- Haut – A
- B
- C
- D
- E
- F
- G
- H
- I
- J
- K
- L
- M
- N
- O
- P
- Q
- R
- S
- T
- U
- V
- W
- X
- Y
- Z

- Rue Fabert
- Rue de la Faïencerie
- Rue Falconet
- Rue Fanny-Peccot
- Rue de la Fantaisie
- Chemin des Farfadets
- Rue Faustin-Hélie
- Avenue Fausto-Coppi
- Venelle des Fauvettes
- Passage Félibien
- Rue Félibien
- Rue Félix-Éboué
- Rue Félix-Faure
- Place Félix-Fournier
- Rue Félix-Ménétrier
- Rue Félix-Thomas
- Rue Fellonneau
- Rue de Feltre
- Rue Fénelon
- Rue du Fer-à-Cheval
- Rue des Ferblantiers
- Rue Ferdinand-Buisson
- Quai Ferdinand-Favre
- Place Fernand-Soil
- Quai Fernand-Crouan
- Rue Fernand-Pelloutier
- Rue Ferréol-Bolo
- Rue des Feuillantines
- Rue Firmin-Colas
- Rue Flandres-Dunkerque-40
- Rue Fléchier
- Allée Flesselles
- Square Fleuriot-de-Langle
- Rue de Fleurus
- Rue Floréal
- Rue de la Fonderie
- Place des Fonderies
- Rue Fontaine-de-Barbin
- Rue Fontaine-des-Baronnies
- Place de la Fontaine-Morgane
- Rue de la Fontaine Salée
- Rue des Forges
- Rue du Fort
- Quai de la Fosse
- Rue de la Fosse
- Cours Foucault
- Rue Fourcroy
- Rue Fouré
- Rue des Français-Libres
- Rue Francis-Leray
- Rue Francis-Merlant
- Rue Francisco-Ferrer
- Rue François-Albert
- Boulevard François-Blancho
- Rue François-Bonamy
- Avenue François Broussais
- Rue François-Bruneau
- Place François-II
- Rue François-Evellin
- Rue François-Farineau
- Rue François-Joseph-Talma
- Rue François-Mauriac
- Quai François-Mitterrand
- Rue François-Salières
- Rue Françoise-Giroud
- Rue Franklin
- Cours Franklin-Roosevelt
- Rue de Frasnoy
- Boulevard de la Fraternité
- Rue Frédéric-Cailliaud
- Rue Frédureau
- Avenue de la Frégate
- Rue Frère-Allaire
- Rue du Frère Alexandre Lemesle
- Rue Frère-Louis
- Rue des Frères-Amieux
- Boulevard des Frères-de-Goncourt
- Avenue des Frères-de-Saint-Gabriel
- Rue du Fresche-Blanc
- Allée Frida-Kahlo
- Rue de Friedland
- Rue des Fromenteaux
- Mail du Front-Populaire
- Rue Fructidor
- Rue Fulton
- Impasse Furet

### G
- Haut – A
- B
- C
- D
- E
- F
- G
- H
- I
- J
- K
- L
- M
- N
- O
- P
- Q
- R
- S
- T
- U
- V
- W
- X
- Y
- Z

- Rue Gabriel
- Rue Gabriel-Fauré
- Rue Gabriel-Goudy
- Boulevard Gabriel-Guist'hau
- Boulevard Gabriel-Lauriol
- Rue Gabriel-Luneau
- Rue Gabriel-Poulain
- Place Gabriel-Trarieux
- Route de Gachet
- Rue Gaëtan-Rondeau
- Place de la Galarne
- Rue de la Galissonnière
- Rue Galilée
- Allée de la Gallinule
- Rue Gambetta
- Avenue Gandhi
- Rue Garde-Dieu
- Place de la Gare-de-l'État
- Avenue de la Gare-de-Legé
- Avenue de la Gare-de-Saint-Joseph
- Place des Garennes
- Rue des Garennes
- Rue Gassendi
- Place Gaston-Defferre
- Boulevard Gaston-Doumergue
- Rue Gaston-Michel
- Boulevard Gaston-Serpette
- Rue Gaston-Turpin
- Rue Gaston-Veil
- Petit Chemin de la Gaudinière
- Rue de la Gaudinière
- Rue Général-Bedeau
- Rue du Général-Buat
- Rue du Général-de-Bollardière
- Boulevard Général-De-Gaulle
- Rue Général-de-Lasalle
- Rue Général-de-Sonis
- Rue Général-Haxo
- Rue du Général-Lanrezac
- Rue du Général-Leclerc-de-Hauteclocque
- Rue Général-le-Flo
- Avenue du Général-Marchand
- Rue Général-Margueritte
- Place Général-Mellinet
- Rue Général-Meusnier
- Rue Général-O'Neil
- Boulevard Général-Pierre-Koenig
- Place Général-Sarrail
- Allée des Généraux-Patton-et-Wood
- Rue Geoffroy-Drouet
- Place George-Washington
- Rue Georges-Clemenceau
- Rue Georges-Lafont
- Rue Georges-Le-Mével
- Boulevard Georges-Mandel
- boulevard Georges-Pompidou
- Rue George-Sand
- Avenue Gérard-Saint
- Rue de la Géraudière
- Rue Germain-Boffrand
- Rue de Gigant
- Avenue Gilard
- Rue des Giraudais
- Boulevard Gisèle-Halimi
- Rue des Gobelets
- Rue de Gorges
- Chemin du Gotha
- Avenue Gouleau
- Rue de la Gourmette
- Rue Grande-Biesse
- Rue de la Grange-au-Loup
- Place Graslin
- Rue des Grenouilles
- Rue Gresset
- Rue Grétry
- Rue de Grillaud
- Petite avenue du Gué-Moreau
- Rue Guépin
- Rue de Guérande
- Rue Guibal
- Rue Guibourg-de-Luzinais
- Rue Guichen
- Rue Guillaume-Grou
- Avenue Guillemet
- Rue Guillet-de-la-Brosse
- Avenue Guillon
- Place de la Guiroué
- Rue Gustave-Charpentier
- Boulevard Gustave-Roch
- Rue Gutenberg
- Rue de la Guyane
- Boulevard Guy-Mollet

### H
- Haut – A
- B
- C
- D
- E
- F
- G
- H
- I
- J
- K
- L
- M
- N
- O
- P
- Q
- R
- S
- T
- U
- V
- W
- X
- Y
- Z

- Chemin de halage de la Loire
- Avenue Halgan
- Impasse Halgan
- Quai du Halleray
- Rue des Halles
- Rue de Hambourg
- Mail Haroun-Tazieff
- Rue Harouys
- Rue d'Hasparren
- Rue Haute-Roche
- Rue Haute-Casserie
- Rue Haute-Saulzaie
- Rue de la Hautière
- Rue des Hauts-Pavés
- Rue de la Havane
- Rue d'Havelooze
- Allée Helen Keller
- Rue Hélène-Boucher
- Allée Hélène-de-Chappotin
- Avenue des Hélianthes
- Allée des Hélices
- Rue Héloïse
- Rue de l'Hérault
- Allée du Héron
- Rue d'Hendaye
- Rue Henri-Brunelliere
- Boulevard Henry-Orrion
- Rue Henry-Wilfrid-Deville
- Quai Henri-Barbusse
- Impasse Henri Cliquet-Pleyel
- Rue Henri-Edmond-Fouché
- Rue Henri-IV
- Rue Henri-Lasne
- Place Henri-Rey
- Rue Henri-Sellier
- Rue de Hercé
- Rue de l'Herminette
- Rue de l'Hermitage
- Rue de l'Héronnière
- Rue des Herses
- Avenue d'Hestia
- Rue Hippolyte-Durand-Gasselin
- Quai Hoche
- Boulevard Honoré-de-Balzac
- Rue Honoré-Broutelle
- Avenue de l'Horticulture
- Place de l'Hôtel-de-Ville
- Rue de l'Hôtel-de-Ville
- Avenue de l'Hôtel-Dieu
- Impasse de l'Hôtel-Dieu
- Rue Huchette
- Place du 8-Mai-1945

### I
- Haut – A
- B
- C
- D
- E
- F
- G
- H
- I
- J
- K
- L
- M
- N
- O
- P
- Q
- R
- S
- T
- U
- V
- W
- X
- Y
- Z

- Rue d'Iéna
- Allée de l'Île-Gloriette
- Rue de l'Île-Mabon
- Avenue des Impressionnistes
- Passage de l'Imprimerie
- Allée de l'Indre
- Rue de l'Indre
- Rue de l'Industrie
- Rue d'Irlande
- Rue de l'Isère

### J
- Haut – A
- B
- C
- D
- E
- F
- G
- H
- I
- J
- K
- L
- M
- N
- O
- P
- Q
- R
- S
- T
- U
- V
- W
- X
- Y
- Z

- Place de Jacksonville
- Place des Jacobins
- Allée Jacques-Berque
- Rue Jacques-Callot
- Place Jacques-Patissou
- Rue Jacques-Chambon
- Rond-Point de la Janvraie
- Rue de la Janvraie
- Rue Jean-Baptiste-Barre
- Rue Jean-Baptiste-Corot
- Place Jean-Baptiste-Darbefeuille
- Rue Jean-Baptiste-Vigier
- Allée Jean-Bart
- Avenue Jean-Claude-Bonduelle
- Avenue Jean-Cocteau
- Rue Jean-Debay
- Rue Jean-de-Crabosse
- Rue Jean-de-La-Fontaine
- Rue Jean-Émile-Laboureur
- Rue Jean-Gorin
- Rue Jean-Hilaire-Belloc
- Boulevard Jean-Ingres
- Rue Jean-Jacques-Audubon
- Rue Jean-Jacques-Rousseau
- Rue Jean-Jaurès
- Rue Jean-Marc-Nattier
- Place Jean-Macé
- Rue Jean-Marie-Potiron
- Boulevard Jean-Monnet
- Boulevard Jean-Moulin
- Boulevard Jean-Philippot
- Passage Jean-Pierre-Kernéis
- Rue Jean-Poulain
- Rue Jean-Simon-Voruz
- Place Jean-V
- Boulevard Jean-XXIII
- Rue Jeanne-d'Arc
- Rue Jeannine
- Rue de Jemmapes
- Rue Jenner
- Cours John-Kennedy
- Boulevard Joliot-Curie
- Rue Joncours
- Route de la Jonelière
- Quai de la Jonelière
- Promenade José-Arribas
- Rue Joseph-Blanchart
- Boulevard Joseph-Bourcy
- Rue Joseph-Caillé
- Rue Joseph-Cholet
- Rue Joseph-Doury
- Passage Joseph-Paris
- Impasse Joseph-Peignon
- Allée Joséphine-Baker
- Avenue Joséphine-Pencalet
- Rue de la Juiverie
- Rue Jules-Cottin-de-Melville
- Cour Jules-Dupré
- Cour Jules-Durand
- Rue Jules Ferry
- Rue Jules-Grandjouan
- Rue Jules-Launey
- Rue Jules-Polo
- Rue Jules-Simon
- Rue Jules-Vallès
- Boulevard Jules-Verne
- Rue Julien
- Rue Julien-Douillard
- Square Julien-François-Vaudouer
- Rue Julien-Grolleau
- Rue Julien-Lanoe
- Rue Julien-Le-Panse
- Rue Julienne-David
- Rue de Jussieu
- Impasse Juton

### K
- Haut – A
- B
- C
- D
- E
- F
- G
- H
- I
- J
- K
- L
- M
- N
- O
- P
- Q
- R
- S
- T
- U
- V
- W
- X
- Y
- Z

- Rue Kervégan
- Rue Kléber
- Rue Konrad-Adenauer
- Rue de Koufra
- Rue du Kiriol

### L
- Haut – A
- B
- C
- D
- E
- F
- G
- H
- I
- J
- K
- L
- M
- N
- O
- P
- Q
- R
- S
- T
- U
- V
- W
- X
- Y
- Z

- Rue La Fayette
- Rue Labouchère
- Rue de La Bourdonnais
- Rue de La Chalotais
- Route de La Chapelle-sur-Erdre
- Rue Laennec
- Rue de la Havane
- Rue Lambert
- Rue Lamoricière
- Impasse de-La-Meilleraye
- Rue La Motte-Piquet
- Rue du Landreau
- Rue La Noue-Bras-de-Fer
- Rue La Pérouse
- Square La Pérouse
- Place de La Rochelle
- Rue de La Tullaye
- Boulevard de Launay
- Avenue Laurent-Bonnevay
- Place des Lauriers
- Avenue du Lavoir
- Rue Lavoisier
- Rue Lebrun
- Rue Ledru-Rollin
- Rue Lefèvre-Utile
- Rue Leglas-Maurice
- Rue Lehuédé
- Rue Lekain
- Boulevard Lelasseur
- Impasse Lemercier
- Rue Lemot
- Rue Le Nôtre
- Rue Léon-Blum
- Boulevard Léon-Bureau
- Rue Léon-Durocher
- Rue Léon-Haury
- Rue Léon-Jamin
- Rue Léon-Jost
- Boulevard Léon-Jouhaux
- Rue Léon-Maître
- Rue Léon-Say
- Rue Léopold-Cassegrain
- Passage Leroy
- Rue Leroy
- Rue Lesage
- Rue Lévêque
- Boulevard de la Liberté
- Place de la Liberté
- Rue du Lieutenant-Jean-de-Sesmaisons
- Place Lieutenant-Jéhenne
- Rue Ligérienne
- Rue Linné
- Venelle des Linottes
- Contre-allée de la Loire
- Rue de la Loire
- Rue de la Lombarderie
- Boulevard de Longchamp
- Rue du Loquidy
- Rue Lorette-de-la-Refoulais
- Avenue Lotz-Cossé
- Boulevard Louis-Barthou
- Rue Louis-Blanc
- Rue Louis-Blériot
- Rue Louis-Braille
- Rue Louis-Loucheur
- Allée Louise-Bourgeois
- Rue Louise-Weiss
- Rond-point de la Louisiane
- Rue Louis-Joxe
- Passage Louis-Levesque
- Rue Louis-Mékarski
- Boulevard Louis-Millet
- Rue Louis-Pergaud
- Rue Louis-Préaubert
- Avenue Louis-Vuillemin
- Rue de Lourmel
- Rue de Loynes
- Rue Luc-Augustin-Bacqua
- Boulevard Luc-Olivier-Merson
- Rue Lucretia-Mott
- Allée Lucy-Stone
- Avenue Ludovic-Cormerais
- Avenue de Lusançay

### M
- Haut – A
- B
- C
- D
- E
- F
- G
- H
- I
- J
- K
- L
- M
- N
- O
- P
- Q
- R
- S
- T
- U
- V
- W
- X
- Y
- Z

- Rue Madame-de-Stolz
- Chaussée de la Madeleine
- Rue de Madrid
- Rue Magdeleine
- Quai Magellan
- Rue Magin
- Rue du Maine
- Rue de la Mainguais
- Rue de la Maison-Blanche
- Allée de la Maison-Rouge
- Quai Malakoff
- Rue Malherbe
- Rue de Mallève
- Avenue des Mandarines
- Rue de Manille
- Boulevard du Manoir-Saint-Lô
- Place de la Manu
- Rue du Marais
- Rue Marans
- Place Marc-Elder
- Rue Marc-Sangnier
- Rue Marceau
- Rue Marcel-Hatet
- Rue Marcel-Paul
- Rue Marcel-Sembat
- Rue des Marchandises
- Rue du Marchix
- Rue Maréchal-de-Gassion
- Rue Maréchal-de-Lattre-de-Tassigny
- Place Maréchal-Foch
- Rue Maréchal-Joffre
- Boulevard Maréchal-Lyautey
- Avenue Maréchal-Ney
- Rue Marguerite-Duras
- Rue Marguerite-Le-Meignen
- Rue Marie-Anne-du-Boccage
- Avenue Marie-Biton-Caillé
- Allée Marie-Heurtin
- Rue des Marins
- Rue Marivaux
- Impasse Marmontel
- Rue Marmontel
- Rue de la Marne
- Quai Marquis-d'Aiguillon
- Rue Marquis-de-Dion
- Rue de la Marrière
- Rue de la Marseillaise
- Rue de la Martinière
- Boulevard Martin-Luther-King
- Place du Martray
- Rue des Martyrs
- Boulevard des Martyrs-Nantais-de-la-Résistance
- Rue de Maryland
- Rue Maryse-Guerlais
- Rue Marzelle-de-Grillaud
- Rue Mascara
- Boulevard du Massacre
- Cours Massé
- Avenue Masséna
- Rue Massenet
- Rue Massillon
- Rue Mathelin-Rodier
- Rue Mathurin-Brissonneau
- Allée Maudy-Piot
- Boulevard Maurice-Bertin
- Rue Maurice-Daniel
- Rue Maurice-Duval
- Rue Maurice-Sibille
- Rue Maurice-Terrien
- Rue Mauvoisin
- Rue Maya-Angelou
- Rue de Mayence
- Rue Mazagran
- Place de la Médaille-Militaire
- Rue Mellier
- Rue Menou
- Rue Mercœur
- Rue Messidor
- Rue Metzinger
- Boulevard Meusnier-de-Querlon
- Rue Meuris
- Avenue Mich
- Rue Michel-Columb
- Rue Michel-Le-Lou-du-Breil
- Boulevard Michelet
- Rue Michel-Rocher
- Avenue Millet
- Avenue de la Minerve
- Allée Miriam-Makeba
- Rue de Miséricorde
- Rue de Miséry
- Rue de la Mitrie
- Rue Molac
- Rue Molière
- Quai Moncousu
- Rue Mondésir
- Rue Monfoulon
- Place de la Monnaie
- Rue de la Montagne
- Place Montaigne
- Rue Montaudouine
- Rue Montcalm
- Rue Monteil
- Rue Montesquieu
- Rue du Mont-Goguet
- Avenue de Montys
- Rue Moquechien
- Rue de Moorea
- Rue de la Morinière
- Quai de la Motte-Rouge
- Rue du Moulin
- Rue du Moulin-de-la-Garde
- Rue du Moulin-des-Carmes
- Chemin du Moulin Lambert
- Rue Mounet-Sully
- Rue de la Moutonnerie
- Place du Muguet-nantais
- Allée des Muses

### N
- Haut – A
- B
- C
- D
- E
- F
- G
- H
- I
- J
- K
- L
- M
- N
- O
- P
- Q
- R
- S
- T
- U
- V
- W
- X
- Y
- Z

- Rue Nadine-Gordimer
- Rue Nathalie-Lemel
- Rue Nathalie-Sarraute
- Place de la Nation
- Boulevard des Nations-Unies
- Parvis des Nefs
- Parvis Neptune
- Rue Neuve-des-Capucins
- Place Newton
- Rue Nicolas-Appert
- Allée Nicole-Girard-Mangin
- Allée Niki-de-Saint-Phalle
- Rue Nina-Simone
- Impasse de la Nobilière
- Rue Noire
- Rue de Norvège
- Rue Notre-Dame

### O
- Haut – A
- B
- C
- D
- E
- F
- G
- H
- I
- J
- K
- L
- M
- N
- O
- P
- Q
- R
- S
- T
- U
- V
- W
- X
- Y
- Z

- Passage des Oberlé
- Rue Octave-Feuillet
- Rue de l'Odet
- Rue Ogée
- Cour des Olivettes
- Rue des Olivettes
- Cours Olivier-de-Clisson
- Rue Olivier
- Rue de l'Olivraie
- Rue Olympe-de-Gouges
- Place du 11e-Train-des-Équipages
- Passage des Orangers
- Place de l'Oratoire
- Allée d'Orléans
- Passage d'Orléans
- Rue d'Orléans
- Rue des Ormes
- Allée d'Oslo
- Rue de l'Ouche-Bignon
- Rue de l'Ouche-Buron
- Rue de l'Ouche-de-Versailles
- Rue Oum-Kalthoum

### P
- Haut – A
- B
- C
- D
- E
- F
- G
- H
- I
- J
- K
- L
- M
- N
- O
- P
- Q
- R
- S
- T
- U
- V
- W
- X
- Y
- Z

- Avenue Pacaud
- Mail Pablo-Picasso
- Rue Pagan
- Avenue de la Paix
- Rue de la Paix
- Avenue de la Pajaudière
- Impasse Palatine
- Avenue des Palmiers
- Rue Paré
- Rond-point de Paris
- Route de Paris
- Rue Parmentier
- Square Pascal-Lebée
- Boulevard Pasteur
- Rue de la Patouillerie
- Rue Patria
- Rue Paul-Bellamy
- Avenue Paul-Cézanne
- Boulevard Paul-Chabas
- Place Paul-Doumer
- Rue Paul-Dubois
- Place Paul-Émile-Ladmirault
- Boulevard Paul-Langevin
- Rue Paul-Nizan
- Rue Paul-Ramadier
- Rue Paul-Thery
- Rue des Pavillons
- Place du Pays-basque
- Rue Pélisson
- Rue de la Pelleterie
- Avenue Pelletier-Doisy
- Rue des Pénitentes
- Allée Penthièvre
- Avenue Père-de-Foucauld
- Rue Pérelle
- Allée de la Persagotière
- Rue Perrault
- Rue du Perray
- Rue de la Perrière
- Rue des Perrières
- Rue des Perrines
- Boulevard périphérique : il comprend entre autres les boulevards « Alexander-Fleming », « Joseph-Bourcy » et « Professeur-Jacques-Monod »
- Rue de la Perverie
- Rue du Petit-Bacchus
- Place du Petit-Bois
- Ruelle du Petit-Bourgneuf
- Rue du Petit-Verger
- Rue de la Petite-Baratte
- Rue Petite-Biesse
- Rue des Petits-Coteaux
- Place de la Petite-Hollande
- Rue des Petites-Écuries
- Avenue du Petit-Hermitage
- Boulevard du Petit-Port
- Place des Petits-Murs
- Impasse Philibert
- Rue Philippe-Lebon
- Rue Philippe-de-Broca
- Rue Philomène-Cadoret
- Avenue de la Piaudière
- Chemin de la Piaudière
- Rue des Piballiers
- Rue Pierre-Abélard
- Rue Pierre-Audigé
- Rue Pierre-Chéreau
- Boulevard Pierre-de-Coubertin
- Rue Pierre-et-Marie-Curie
- Rue Pierre-Landais
- Rue Pierre Loti
- Place Pierre-Mendès-France
- Rue de la Pierre-Nantaise
- Esplanade Pierre-Semard
- Impasse Pierre-Teilhard-de-Chardin
- Rue Pierre-Vidal-Naquet
- Rue Pierre-Yvernogeau
- Rue Pietrus-Joubert
- Rue de Pilleux
- Place du Pilori
- Rue du Pin
- Rue du Pipay
- Rue de la Piperie
- Place Pirmil
- Rue Piron
- Rue Pitre-de-Lisle-du-Dreneuc
- Rue de Plaisance
- Rue de la Planche-au-Gué
- Rue des Plantes
- Rue du Plessis-de-Grenedan
- Rue du Plessis-Gautron
- Chemin de la Poignée
- Boulevard des Poilus
- Avenue des Poiriers
- Rue des Poissonniers
- Rue du Poitou
- Passage Pommeraye
- Rue de la Pompe
- Route de Pompierre
- Chemin du Pont-de-l'Arche-de-Mauves
- Rue du Pont-de-l'Arche-de-Mauves
- Rue du Pont-de-Pont-Rousseau
- Rue du Pontereau
- Place du Pont-Morand
- Rue du Pont-Sauvetout
- Rue Portail
- Rue du Port-au-Vin
- Place du Port-Communeau
- Rue du Port-des-Charrettes
- Rue du Port-Durand
- Rue de la Porte-Douillard
- Rue de Port-la-Blanche
- Rue Porte-Neuve
- Rue du Port-Garnier
- Rue du Port-Guichard
- Allée du Port-Maillard
- Place Jean-Marie-Potiron
- Rue de la Potonnerie
- Passage de la Poule-Noire
- Place de Prague
- Boulevard de la Prairie-au-Duc
- Cours de la Prairie-d'Amont
- Rue de la Prairie-d'Aval
- Boulevard de la Prairie-de-Mauves
- Rue Préfet-Bonnefoy
- Rue du Pré-Gauchet
- Rue du Pré-Hervé
- Rue du 1er-Mai
- Rue Prémion
- Rue du Pré-Nian
- Rue Président-Édouard-Herriot
- Quai Président-Wilson
- Boulevard Professeur-Jacques-Monod
- Boulevard des Professeurs-Sourdille
- Boulevard Professeur-René-Auvigne
- Rue Professeur-Yves-Boquien
- Rue du Progrès
- Rue du Puits-d'Argent

### Q
- Haut – A
- B
- C
- D
- E
- F
- G
- H
- I
- J
- K
- L
- M
- N
- O
- P
- Q
- R
- S
- T
- U
- V
- W
- X
- Y
- Z

- Rue du 14-Juillet
- Impasse des Orchestres

### R
- Haut – A
- B
- C
- D
- E
- F
- G
- H
- I
- J
- K
- L
- M
- N
- O
- P
- Q
- R
- S
- T
- U
- V
- W
- X
- Y
- Z

- Rue Rabelais
- Rue de Racapé
- Rue Racine
- Rue de la Rainière
- Place du Ralliement
- Rue Rameau
- Rue du Ranzay
- Impasse Raphaël
- Place Raymond-Poincaré
- Rue Réaumur
- Rue de Recife
- Rue des Récollets
- Rue des Réformes
- Rue du Refuge
- Rue Regnard
- Rue Régnier
- Rue des Remorqueurs
- Rue des Renardières
- Avenue René-Bazin
- Place René-Bouhier
- Boulevard René-Cassin
- Boulevard René-Coty
- Rue René-Dunan
- Rue René-Mouchotte
- Rue René-Peigné
- Rue René-Siegfried
- Rue René-Viviani
- Rond-point de Rennes
- Route de Rennes
- Place de la République
- Rue de la Révolution-des-Œillets
- Rue du Rhône
- Rue de Richebourg
- Rue Richer
- Rue Richeux
- Rue de Rieux
- Rue de la Ripossière
- Esplanade des Riveurs
- Boulevard Robert-Schuman
- Passage Robin
- Chemin de la Roche
- Rue de la Roche
- Quai de la Roche-Maurice
- Route de Roche-Maurice
- Chemin des Roches-Vertes
- Rue des Rochettes
- Avenue des Rodières
- Rue Saint-Rogatien
- Rue Roger-Glotin
- place Roger-Salengro
- Rue du Roi-Albert
- Rue du Roi-Baco
- Rue Rollin
- Rue Romain-Rolland
- Rue des Roquios
- Rue Rosa-Bonheur
- Place Rosa-Parks
- Impasse de la Rosière-d'Artois
- Rue de la Rosière-d'Artois
- Place Royale
- Rue Rubens
- Mail de Rufisque
- Rue Russeil
- Rue Ruth-First

### S
- Haut – A
- B
- C
- D
- E
- F
- G
- H
- I
- J
- K
- L
- M
- N
- O
- P
- Q
- R
- S
- T
- U
- V
- W
- X
- Y
- Z

- Rue Saget
- Boulevard Saint-Aignan
- Passage Saint-Aignan
- Cours Saint-André
- Rue Saint-Charles
- Impasse Saint-Clément
- Rue de Saint-Domingue
- Rue Saint-Donatien
- Avenue Saint-Félix
- Place Saint-Félix
- Impasse Saint-François
- Rue Saint-François
- Rue Saint-Gohard
- Route de Saint-Herblain
- Rue Saint-Hermeland
- Rue Saint-Jacques
- Place Saint-Jean
- Rue Saint-Jean
- Rue Saint-Jean-de-Luz
- Route de Saint-Joseph
- Rue Saint-Julien
- Impasse Saint-Laurent
- Rue Saint-Léonard
- Place Saint-Louis
- Quai Saint-Louis
- Avenue Saint-Michel
- Rue Saint-Mihiel
- Rue Saint-Louis
- Rue Saint-Nicolas
- Place du Saint-Philibert
- Cours Saint-Pierre
- Place Saint-Pierre
- Rue Saint-Pierre
- Rue Saint-Rogatien
- Côte Saint-Sébastien
- Route de Saint-Sébastien
- Place Saint-Similien
- Impasse Saint-Stanislas
- Rue Saint-Stanislas
- Place Saint-Vincent
- Rue Saint-Vincent
- Passage Saint-Yves
- Avenue Sainte-Anne
- Rue Sainte-Catherine
- Passage Sainte-Croix
- Place Sainte-Croix
- Rue Sainte-Croix
- Place Sainte-Élisabeth
- Route de Sainte-Luce
- Cour Sainte-Marie
- Rue Sainte-Marthe
- Avenue de Salonique
- Rue des Salorges
- Boulevard Salvador-Allende
- Impasse du Sanitat
- Place du Sanitat
- Rue Sanlecque
- Allée du Sans-Souci
- Rue Santeuil
- Rue Santos-Dumont
- Rue de la Saône
- Avenue Sarah Bernhardt
- Rue de la Sardaigne
- Rue Sarrazin
- Boulevard de Sarrebruck
- Rue de la Saulzinière
- Rue de Savenay
- Rue de Saverne
- Rue de la Savonnerie
- Rue du Scorff
- Rue Scribe
- Boulevard de Seattle
- Rue du Sénégal
- Allée du Seil-de-Mauves
- Rue des Sept-Maires-Charette
- Avenue du Séquoia
- Rue Sévigné
- Levée de Sèvre
- Rue de Sèvre
- Rue Siméon-Foucault
- Rue Simone-Iff
- Boulevard Simone-Veil
- Rue de la Sirène
- Avenue de Smyrne
- Rue du 65e-Régiment-d'Infanterie
- Place Sophie-Trébuchet
- Rue Soubzmain
- Rue Sourdéac
- Boulevard de Stalingrad
- Rue Stanislas-Baudry
- Rue Stephenson
- Rue de Strasbourg
- Rue Suffren
- Rue de Suisse
- Cours Sully
- Rue Sully
- Rue Surcouf
- Allée Susan-Brownell-Anthony
- Rue Sylvain-Pâris

### T
- Haut – A
- B
- C
- D
- E
- F
- G
- H
- I
- J
- K
- L
- M
- N
- O
- P
- Q
- R
- S
- T
- U
- V
- W
- X
- Y
- Z

- Avenue de Tahiti
- Rue Talensac
- Avenue du Talhouet
- Avenue de la Tamise
- Rue de la Tannerie
- Allée des Tanneurs
- Ruelle des Tanneurs
- Boulevard du Tertre
- Avenue de la Terre-Rouge
- Avenue des Terres
- Avenue Thébaud
- Rue de Thionville
- Rue Thomas-Narcejac
- Venelle du Thouet
- Rue Thurot
- Place Tirant-Lo-Blanc
- Rue Tiriau
- Rue Tivoli
- Rue Charles Terront
- Rue du Tonkin
- Place des Tonneliers
- Rue Toulmouche
- Rue de Touraine
- Rue la Tour-d'Auvergne
- Rue Tournefort
- Chemin Tournerond
- Quai de Tourville
- Esplanade des Traceurs-de-Coques
- Rue Travers
- Rue Traversière
- Allée de la Tremperie
- Rue de Tréméac
- Rue du Trépied
- Rue du Tripode
- Rue des Trois-Croissants
- Avenue des Trois-Frères
- Rue du 3e-Dragon
- Rue des Trois-Ormeaux
- Quai Turenne

### U
- Haut – A
- B
- C
- D
- E
- F
- G
- H
- I
- J
- K
- L
- M
- N
- O
- P
- Q
- R
- S
- T
- U
- V
- W
- X
- Y
- Z

- Rue de l'Union
- Rue Urvoy-de-Saint-Bedan
- Rue des Usines

### V
- Haut – A
- B
- C
- D
- E
- F
- G
- H
- I
- J
- K
- L
- M
- N
- O
- P
- Q
- R
- S
- T
- U
- V
- W
- X
- Y
- Z

- Impasse du Val-de-Sèvre
- Rue de Valmy
- Boulevard Van Iseghem
- Rond-point de Vannes
- Route de Vannes
- Rue Vasco-de-Gama
- Rue Vauban
- Impasse Vaudreuil
- Rue Vauquelin
- Boulevard de Vendée
- Avenue Vendémiaire
- Impasse des Venettes
- Cour des Verdiaux
- Rue de Verdun
- Quai de la Verdure
- Rue de la Verrerie
- Impasse de Versailles
- Quai de Versailles
- Rue de Vertais
- Route de Vertou
- Place Viarme
- Esplanade des Victimes-des-bombardements-des-16-et-23-septembre-1943
- Rue de la Victoire
- Place Victor-Basch
- Boulevard Victor-Hugo
- Place Victor-Mangin
- Place Victor-Richard
- Rue Vidie
- Rue du Vieil-Hôpital
- Rue des Vieilles-Douves
- Rue de la Vierge
- Place du Vieux-Doulon
- Chemin des Vignes
- Rue des Vignes
- Impasse Vignole
- Rue Villars
- Rue de la Ville-aux-Roses
- Rue Villebois-Mareuil
- Rue de la Ville-en-Bois
- Rue de la Ville-en-Pierre
- Allée des Vinaigriers
- Place Vincent-Auriol
- Boulevard Vincent-Gâche
- Place des Volontaires-de-la-Défense-Passive
- Rue Voltaire
- Rue Vulcain

### W
- Haut – A
- B
- C
- D
- E
- F
- G
- H
- I
- J
- K
- L
- M
- N
- O
- P
- Q
- R
- S
- T
- U
- V
- W
- X
- Y
- Z

- Place Waldeck-Rousseau
- Avenue de Wattignies
- Place de Wattignies
- Boulevard Winston-Churchill
- Avenue Watel de Haynin

### X
- Haut – A
- B
- C
- D
- E
- F
- G
- H
- I
- J
- K
- L
- M
- N
- O
- P
- Q
- R
- S
- T
- U
- V
- W
- X
- Y
- Z

### Y
- Haut – A
- B
- C
- D
- E
- F
- G
- H
- I
- J
- K
- L
- M
- N
- O
- P
- Q
- R
- S
- T
- U
- V
- W
- X
- Y
- Z

- Rue Yves-Bodiguel
- Avenue Yves-Even
- Rue Yves-Marie

### Z
- Haut – A
- B
- C
- D
- E
- F
- G
- H
- I
- J
- K
- L
- M
- N
- O
- P
- Q
- R
- S
- T
- U
- V
- W
- X
- Y
- Z